# Бурбур
Бурбур (фр. Bourbourg) насеље је и општина у североисточној Француској у региону Север-Па д Кале, у департману Север која припада префектури Денкерк.
По подацима из 2011. године у општини је живело 7032 становника, а густина насељености је износила 182,7 становника/km². Општина се простире на површини од 38,49 km². Налази се на средњој надморској висини од 3 метра (максималној 10 m, а минималној 0 m).

## Демографија
| 1962. | 1968. | 1975. | 1982. | 1990. | 1999. | 2011. |
| ----- | ----- | ----- | ----- | ----- | ----- | ----- |
| 5.868 | 6.076 | 7.292 | 7.341 | 7.106 | 6.908 | 7.032 |